# テュロス (バーレーン)

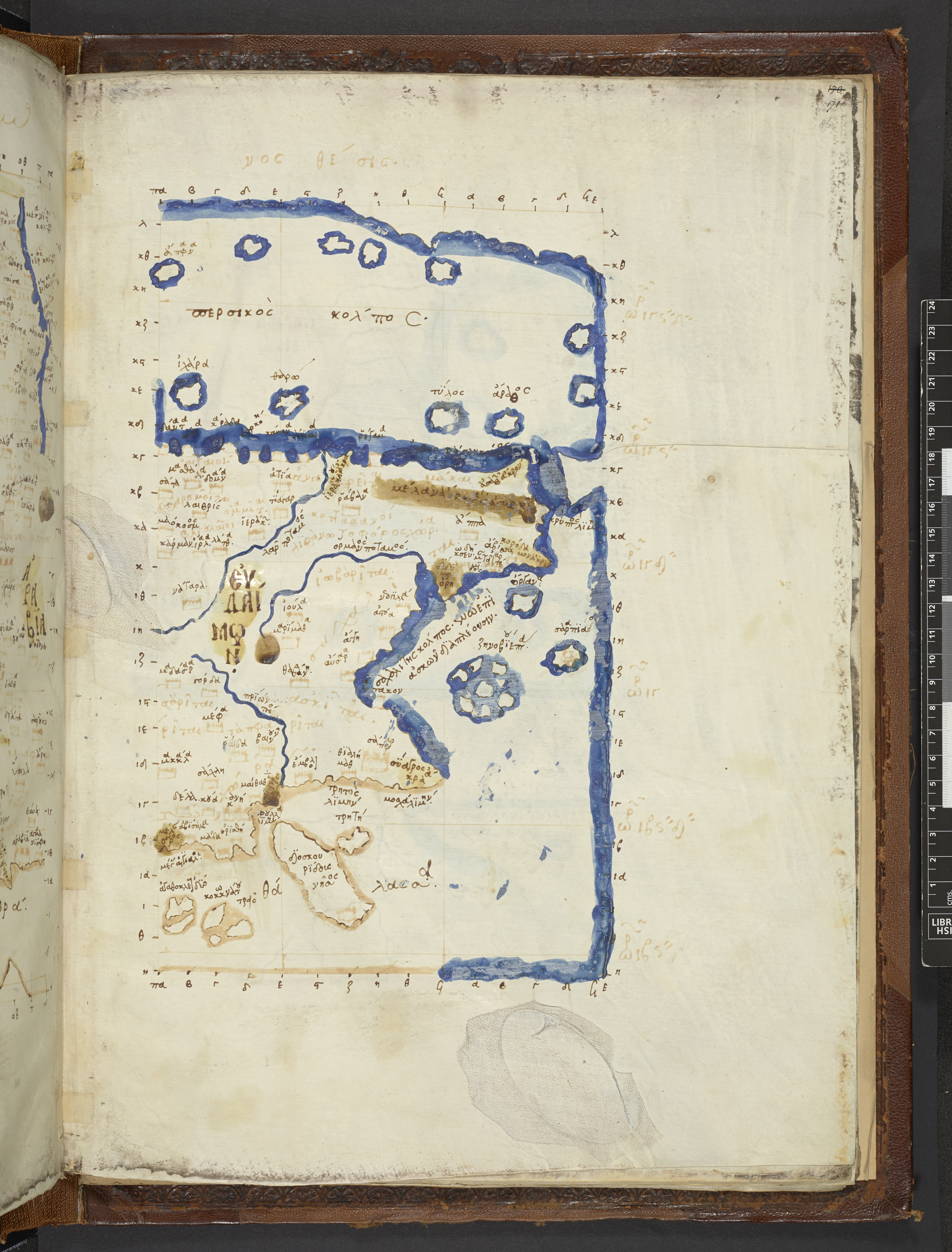
14世紀後半から15世紀前半にかけて製作された、プトレマイオス『地理学』の古代ギリシア語写本（大英図書館蔵）に収められたアジア第6図のうち、アラビア半島東部の図。上部のペルシア湾（Περσικός Κόλπος）の中に“Τύλος”という名の島が描かれている。

テュロスあるいはティロス（古代ギリシャ語: Τύλος, ラテン文字転写: Tylos）は、古代ギリシア語におけるバーレーン島の名称である。アレクサンドロス大王の東征以降、様々なギリシア語文献に登場する。バーレーン考古学の時代区分においては、テュロスの名称にちなんだタイロス時代という呼び方が定着している。

## 歴史
テュロスの名は、アレクサンドロス大王の東征以降に、ギリシア語古典文献に登場し、その始まりはタソスのアンドロステネスといわれる。テュロスの由来は、アッカド語の “Tilmun” あるいはシュメール語の “Dilmun” とされる。ヘロドトスやストラボンによれば、フェニキア人が移住して祖となる都市（テュロス）と同じ名前を冠したという伝説がギリシアにはあるが、実際には民族が異なるとみられる
インド遠征後バビロンに戻ったアレクサンドロスは、3隻の30人橈船をペルシア湾と紅海の沿岸の調査隊として派遣。そのうち、ペラのアルキアス率いる1隻がテュロスまで到達、アンドロステネス率いる1隻もテュロスを訪れた。調査隊は、この地の地理、民族、植物などについて多くの情報を収集し、その成果はエラトステネス、テオプラストス、ストラボン、大プリニウス、アッリアノスらの著作に引用された。アッリアノスの『東征記』には、次のように記されている。
アレクサンドロス大王の死後テュロスは、アレクサンドロスの帝国のディアドコイでアジアを支配したセレウコス朝の勢力下にあったとされる。ポリュビオスは、セレウコス朝のアンティオコス3世が東方遠征に際しテュロスを訪れたことを記しており、アンティオコス3世がこの地を支配下に置こうとしたものとみられる。また、バーレーン要塞で発見された碑文からは、セレウコス朝がテュロスの権益を持っていたことが読み取れる。紀元前3世紀頃の遺物が示す、文化におけるギリシア的特徴も、テュロスとセレウコス朝の密接な関係を示唆する。
セレウコス朝の権威が衰えると、セレウコス朝からエリュトゥラー海の太守に任じられ、後に自立したカラケネ建国王ヒュスパオシネスがテュロスを支配下に置いた。バーレーンで発見された、紀元前120年代のものとみられるギリシア語碑文には、ヒュスパオシネス王と王妃の名において、テュロスと島々のストラテゴス・ケピソドロスが、ディオスクーロイの神殿を寄進したことが記されている。この碑文から、テュロスはカラケネ王国の管轄で、王の全権を任された高官が統治する行政区が設けられていたと考えられる。
パルミラから出土した、西暦131年の紀年がある碑文には、パルミラとカラケネの交易に活躍したパルミラ人ヤルハイが、カラケネ王メレダトのために、テュロスの太守を務めたことが記されており、パルティアの支配下に入った後も、カラケネがテュロスの権益を持ち続けていたことがわかる。

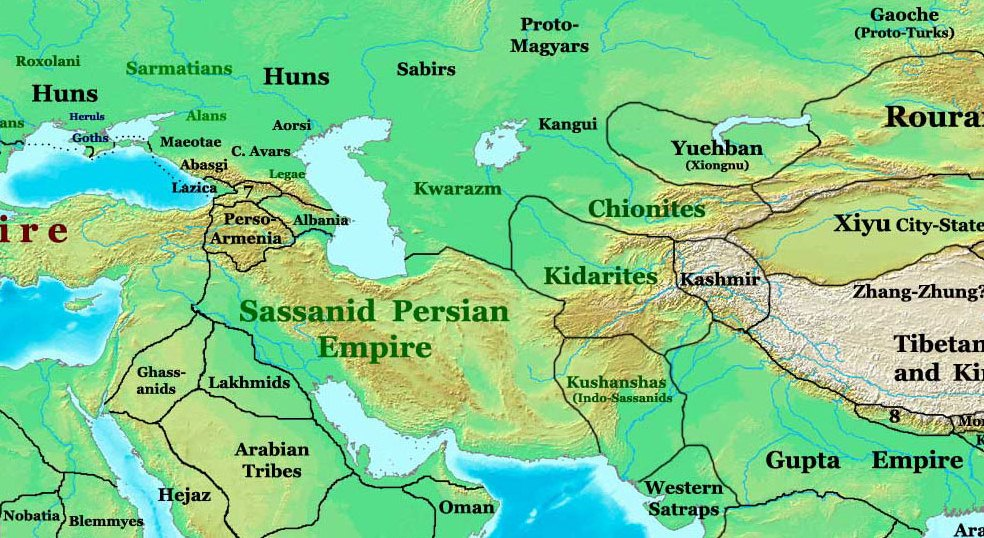
4世紀末の中央アジア・中東の勢力図。

その後、3世紀にはアルダシール1世のアラビア半島東部遠征によって、テュロスはサーサーン朝の支配下となる。5世紀になると、テュロスはキリスト教ネストリウス派の拠点となり、キリスト教社会が形成されていった。サーサーン朝の末期には、住民のかなりの割合がキリスト教徒であったとみられる。
7世紀、イスラム教が勃興し、イスラーム共同体の支配が及ぶと、それまでの文化に替わってイスラーム文化が浸透し、この地はバハレイン（バーレーン）と呼ばれるようになっていった

## 特色
真珠採取業はペルシア湾で特に古くからある産業で、バーレーンはその中心であった。プリニウスの『博物誌』には、
の記述がみえ、古代から真珠採取が盛んであったことがうかがえる。
また、『博物誌』やテオプラストスの『植物誌』には、テュロス島にワタの木がたくさん生育し、できた綿から高価な布地も織られることや、チークやカラマンダーなどの良質の木材を産することも記されている。
パルミラの碑文から読みとれるように、テュロスはペルシア湾からインド洋へ出る海上交易の重要な中継拠点であり、港湾都市として繁栄したと考えられる。

## バーレーンの考古学時代

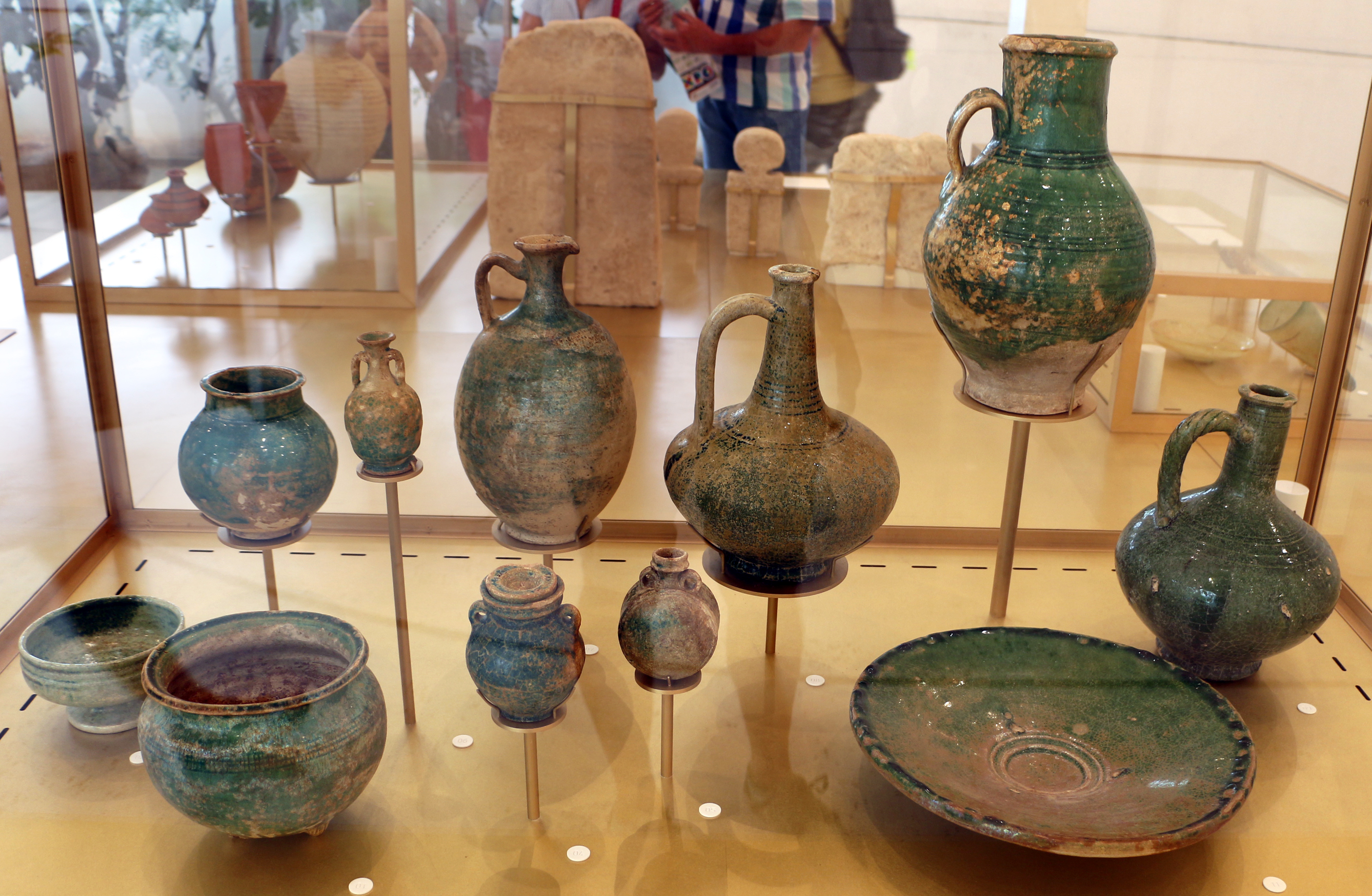
タイロス時代の紀元前2世紀から3世紀に作られた食器類。

バーレーン考古学では、イスラーム時代以前のうち後半の時代を、テュロスの名にちなんでタイロス時代、ティロス期などと呼んでいる。タイロス時代は概ね、アレクサンドロス大王の東征からイスラーム化まで、紀元前4世紀後半から7世紀までととらえられる。
タイロス時代は、バーレーンの古代文化をIからVまで5つの時代に区分したうちの5番目（V）に当たり、タイロス時代は更に、古墳などの発掘調査に基づく出土遺物の分析や層序学の観点から、VaからVeまで5つの時代に細分化される。Va期は紀元前50年頃まで、Vb期は紀元前50年頃から西暦50年頃まで、Vc期は西暦50年頃から西暦150年頃まで、Vd期は西暦150年頃から西暦450年頃まで、Ve期は西暦450年頃から終わりまで、といった具合である。Va期は更に、Va1期とVa2期の2つに細分化される可能性も指摘されている。
Va期は、出土する陶器の様式がアケメネス朝滅亡後に変化したことが示され、ギリシア軍やギリシアからの入植者によってもたらされた文化が急速に取り入れられたものと考えられる。Vb期になると、ラギュノスやカンタロスなど新たな意匠が出現し、地中海世界の影響が増して、生活様式や習慣にもギリシア化した部分が多くなっている様子がみられる。埋葬習慣も変化して石棺が普及してゆき、Vc期になると漆喰で塗り固めた棺が登場する。Vc期までは地中海世界の影響が強くなっていく様子が見出せるが、Vd期以降はそのつながりが現れなくなってゆき、副葬品が激減すると共に、漆喰で塗り固めた墓室を持つ集合墓地に置き換わっていったとみられる。